# Catharia
Catharia is een geslacht van vlinders van de familie van de grasmotten (Crambidae), uit de onderfamilie van de Glaphyriinae. De wetenschappelijke naam en de beschrijving van dit geslacht zijn voor het eerst gepubliceerd in 1863 door Julius Lederer.
Dit geslacht is monotypisch, dat wil zeggen dat het maar één soort heeft namelijk Catharia pyrenaealis (Duponchel, 1843).